# Icedo
Icedo es un despoblado situado en la provincia de Burgos, comunidad autónoma de Castilla y León, comarca Odra Pisuerga, ayuntamiento de Villadiego.

## Datos generales
Ubicado en una amplia vaguada, a la entrada del desfiladero llamado El Butrón. Llegó a tener doce viviendas y una iglesia parroquial. También tuvo casa concejo y seis hornos comunitarios para hacer el pan.

## Historia

### Prehistoria
El poblamiento se remonta a épocas prehistóricas, lo que se acredita por los restos del lugar de Peñas de Valdecastro, cercanas al desfiladero del Butrón. Este lugar es un ejemplo relevante de la Segunda Edad Del Hierro, entre los siglos V y I.

### Edad Antigua
Peñas de Valdecastro presenta una secuencia cultural ininterrumpida desde la Edad del Hierro hasta la Alta Edad Media, incluyendo la época imperial romana.
Parece que durante una de las excavaciones furtivas que se realizaron en la década de los 70 (siglo XX) en Peñas de Valdecastro se expolió un tesorillo que incluía varios centenares de monedas de las que dos arqueólogos, en 1978, estudiaron 21 y 115 respectivamente. Dichas monedas iban de momentos constantinianos hasta 387-388, predominando las monedas de tiempos de Constante y Constancio II y siendo los reversos más comunes los de GLORIA EXERCITUS y FEL TEMP REPARATIO; había dos monedas de la segunda mitad del siglo III d. C, de los emperadores Claudio Gótico y César Provo Augusto.
Nolte también describe haber encontrado en este lugar un fragmento de terra-sigillata.

### Edad Media
La primera cita del pueblo que se conoce está en la Carta de Arras de Rodrigo Díaz de Vivar (el Cid) de 1079, en donde aparece como Elzeto.
Posteriormente aparece en diversas compras de propiedades que hizo en Icedo el Monasterio de Santa María la Real de Aguilar de Campoo los años 1201, 1211 y 1213.
En el libro Becerro de las Behetrías de Castilla (1350-1366), aparece como Villa Azedo. Se describe como perteneciente a la merindad de Villadiego, y al dominio de los Sandoval y de los Delgadillos.

### Edad Moderna
Lugar denominado entonces Hicedo, que formaba parte de la Cuadrilla del Condado en el Partido de Villadiego, una de los catorce que formaban la Intendencia de Burgos. Durante el periodo comprendido entre 1785 y 1833, en el Censo de Floridablanca de 1787, era jurisdicción de señorío siendo su titular el Duque de Frías que nombraba alcalde pedáneo.
Antiguo municipio de Castilla la Vieja en el partido de Villadiego, suprimido por la Ley Municipal de 1845, contaba entonces con 44 habitantes y se integró en el municipio de Villanueva de Puerta.
Madoz lo describe en 1850 como un lugar con ayuntamiento (hasta 1845). Perteneciente al Partido Judicial de Villadiego. Sito en un vallecito semicircular plantado de bastantes chopos y olmos.  Formado por dos cuestas (oeste y sureste). Clima algo húmedo y frío. Tiene 10 casas, incluida la consistorial. Cuatro vecinos y 16 habitantes. Cura párroco y sacristán. Terreno fértil y de fácil cultivo, con un monte poblado de encinas y dos praderas naturales. Producciones: trigo alaga y mocho en corta cantidad, comuña, cebada, yeros y algo de lino; ganado vacuno, lanar y caballar; y caza de perdices, codornices, tórtolas y conejos. Contribución de 633 reales y 6 maravedíes. El presupuesto municipal asciende a 850 reales y se cubre con los productos de propios y reparto vecinal.

### Edad Contemporánea
La diáspora se produjo por varios motivos, entre ellos la alta natalidad asociado a los escasos recursos del pueblo, la carencia de servicios, la carencia de vías de comunicación de calidad y las generales de la mayoría de las zonas rurales castellanas de los años 60 y 70 del siglo XX.
El pueblo quedó despoblado en 1985 cuando sus últimos habitantes se trasladaron a Villanueva de Puerta.

## Patrimonio Histórico

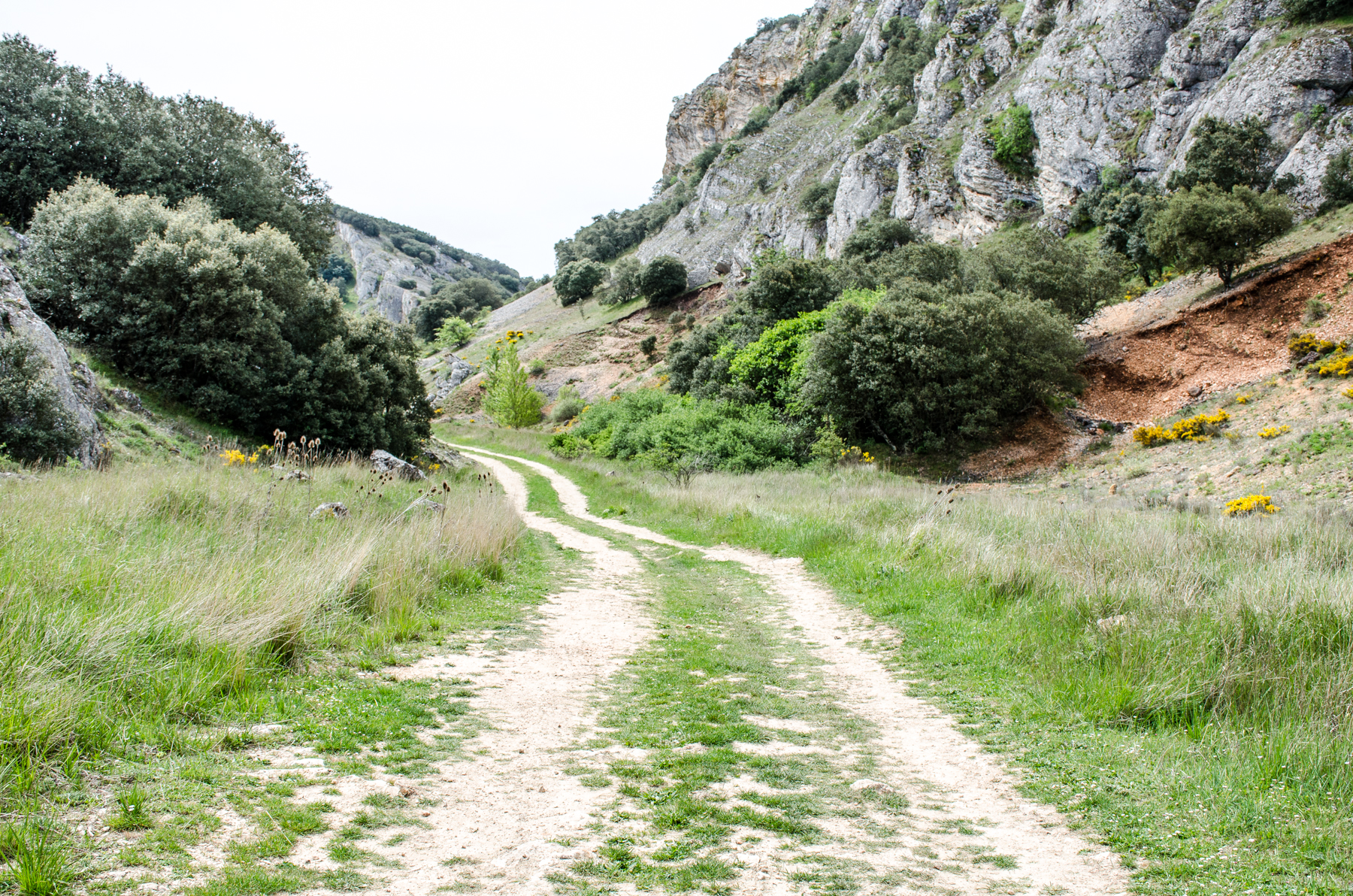
Desfiladero del Butrón

Ermita de San Adrián Mártir, Icedo, Burgos.

La ermita durante muchos años fue reconocida como Iglesia, se ubica en un terreno amplio dentro del despoblado de Icedo. Estaría compuesta desde sus inicios por 239 m². La titularidad de la ermita estará a cargo de la Archidiócesis de Burgos cuenta con mínima documentación con relación a la construcción de este templo, datado cerca del año 1650.
El pasado 5 de septiembre de 2024, La Asociación Hispania Nostra, dentro de su iniciativa « lista roja », incluye el proyecto en estado de ruina en el marco que corresponde al Patrimonio Religioso de comunidad autónoma de Castilla y León, y del Patrimonio Eclesial del Estado Español.
El informe histórico artístico evalúa la pérdida de un alto porcentaje elementos constructivos dentro del conjunto que compone la parte superior de la cubierta, sumado al desprendimiento de una parte perimetral de la fachada. Sin embargo, algunas piezas de gran valor arquitectónico puede que cuenten con la posibilidad de conservarse, si se actúa a tiempo para salvar el aparato constructivo de bóvedas.
El edificio presenta una planta rectangular y una estructura en mampostería que se refuerza con sillería de caliza en su exterior. 
Cuenta con variedad de modificaciones, que facilitan conservar piezas de su original construcción. Dentro de estos elementos, encontramos la cabecera, el testero plano y un refuerzo de contrafuertes característicos en la arquitectura religiosa del siglo XVI. 
Se incluye a este conjunto, la bóveda de cañón apuntada, elaborada con un sistema con sillería que cubre la cabecera, lo que hace posible identificarle con la maestría constructiva dentro de la estética plástica del Gótico Tardío. 
Las remodelaciones de época moderna, logra conectar la sacristía con el lado norte de la capilla y coincide con la torre suroccidental del templo. 
En la actualidad, diciembre de 2024, el estado avanzado de su deterioro manifiesta un hundimiento en gran parte de los componentes estructurales, salvo parte de las bóvedas.
Pila bautismalDesaparecida. De traza románica. Estuvo depositada junto a la carretera, en Villanueva de Puerta.
Fuente abovedada con torre.
Peñas de Valdecastro Yacimiento de la Edad de Hierro II, con restos de dos murallas, enterramientos tumulares, cerámica a mano y cerámica celtibérica torneada. Alto grado de expolio de los túmulos. Ocupa un cerro que domina los flancos este y sureste, defendido por riscos naturales.
Este castro está ampliamente referenciado en la bibliografía especializada.

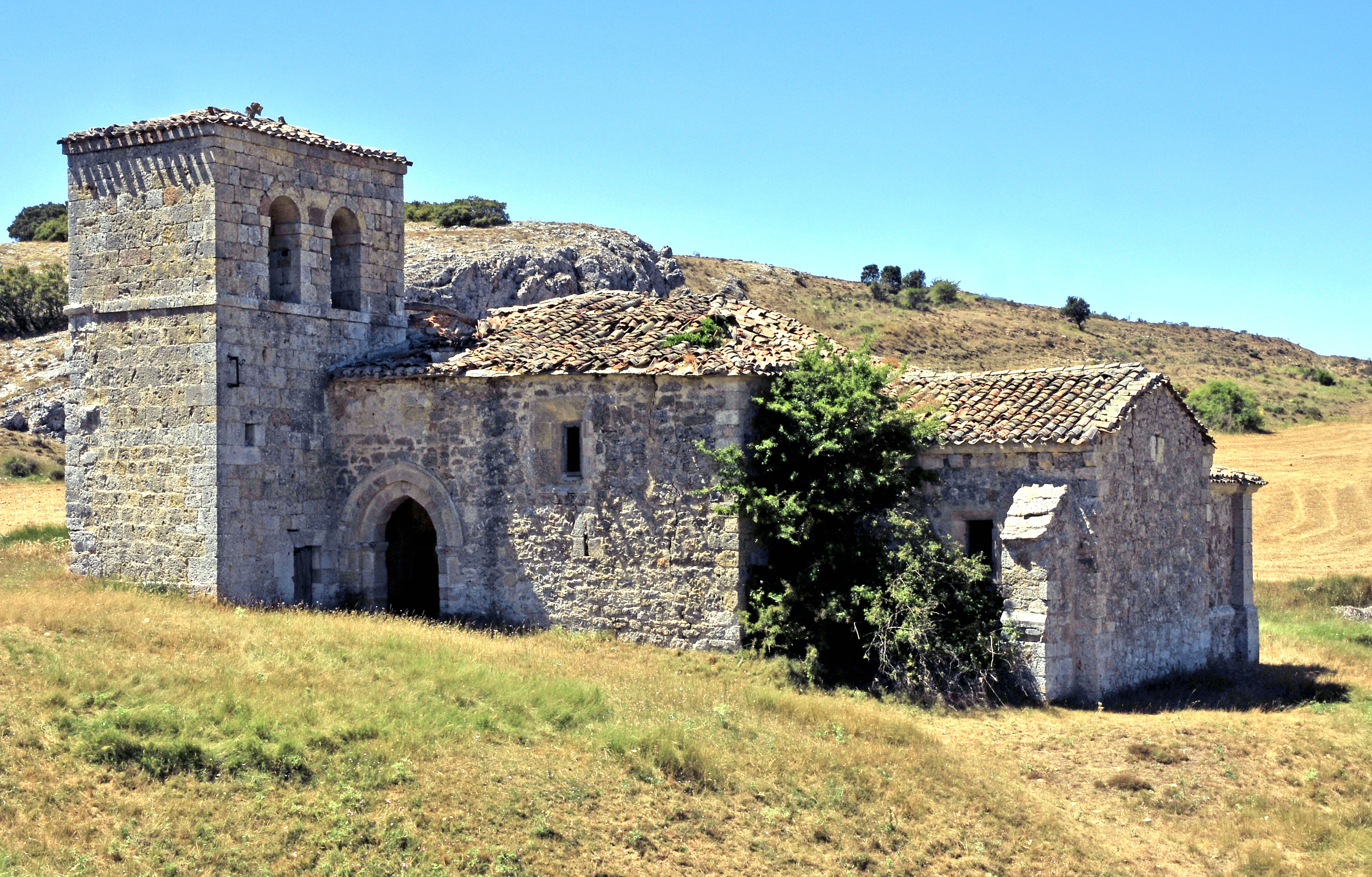
Iglesia de San Adrián Mártir
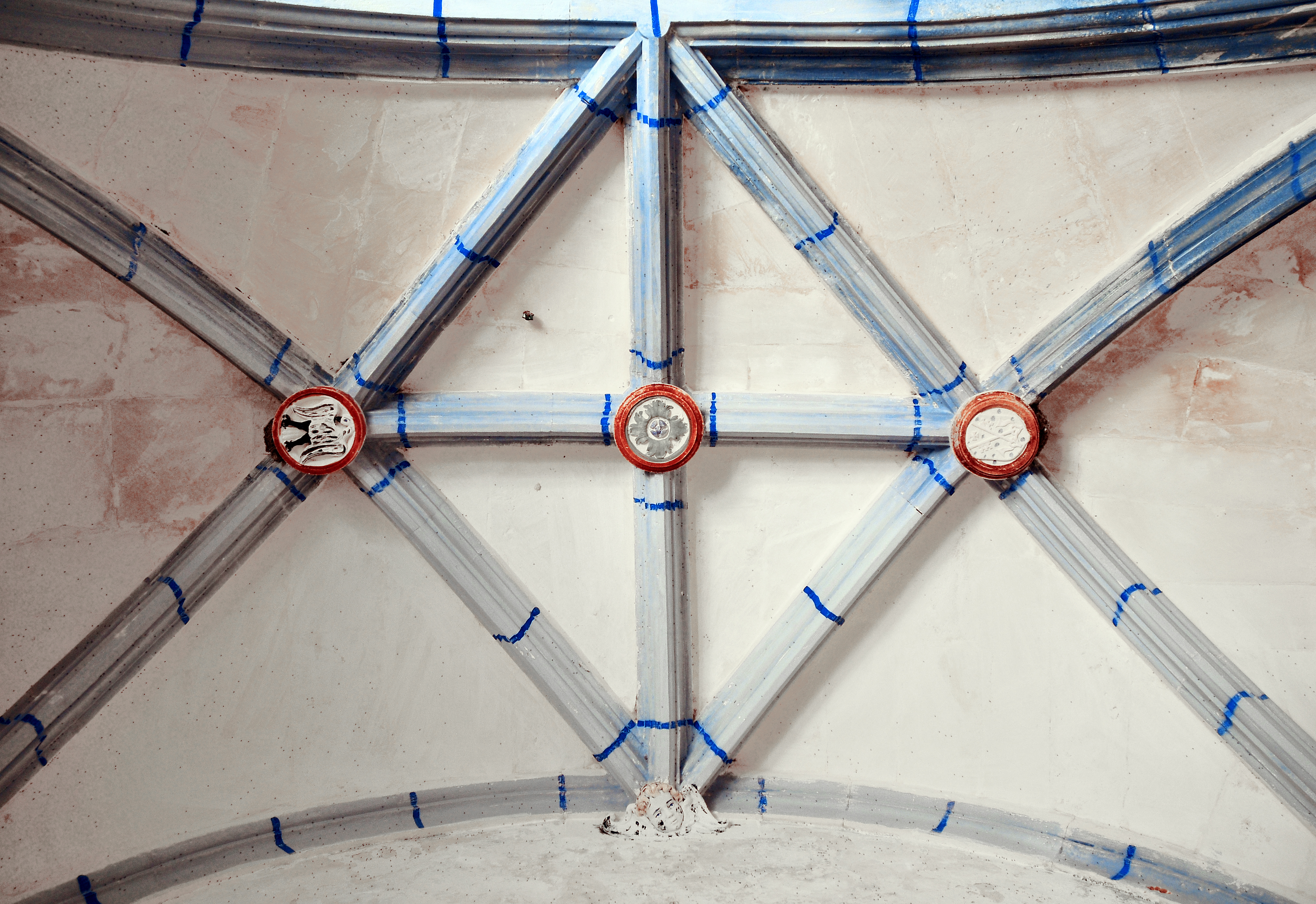
Bóveda de terceletes (iglesia)
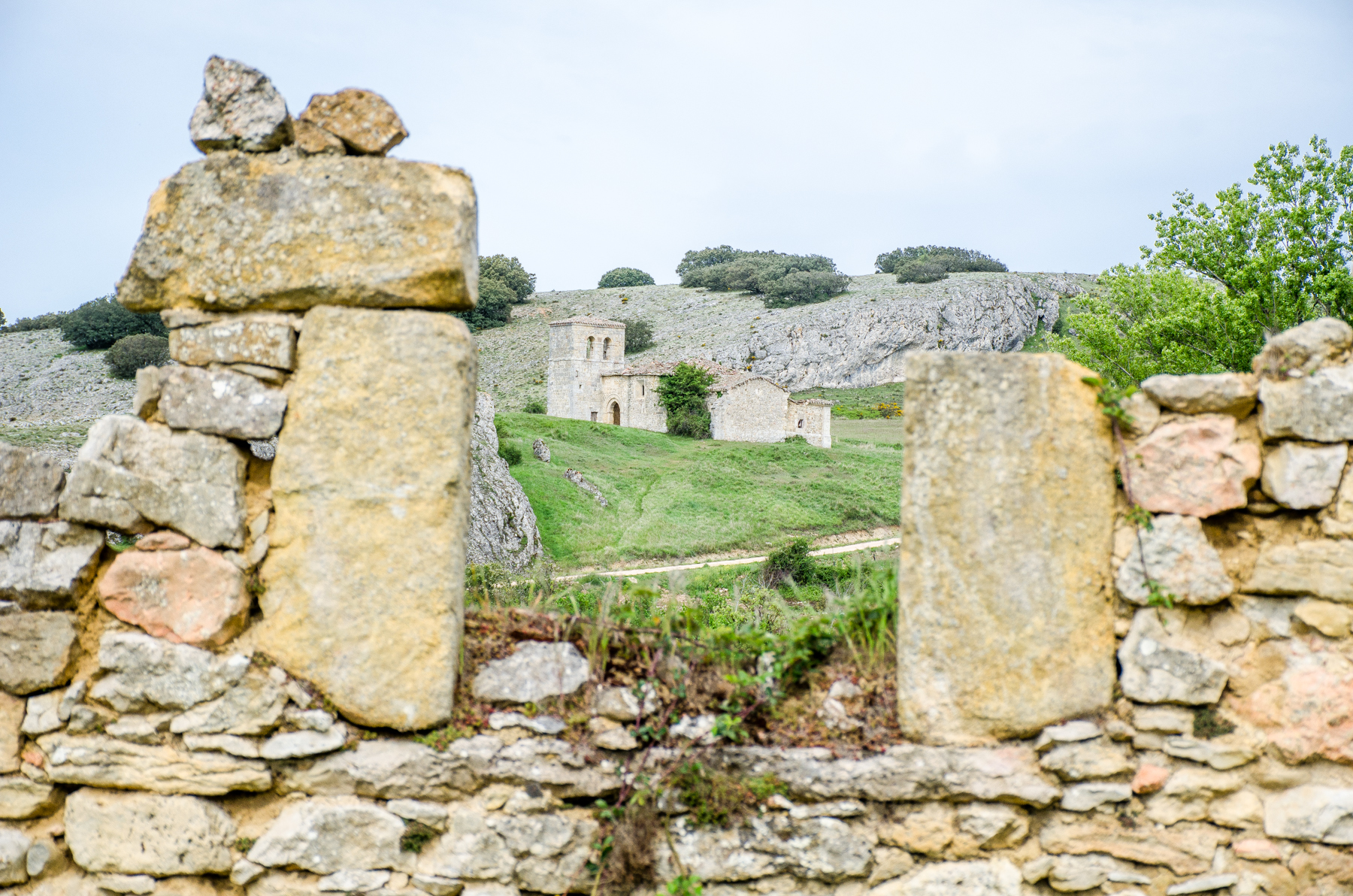
Ruinas e iglesia
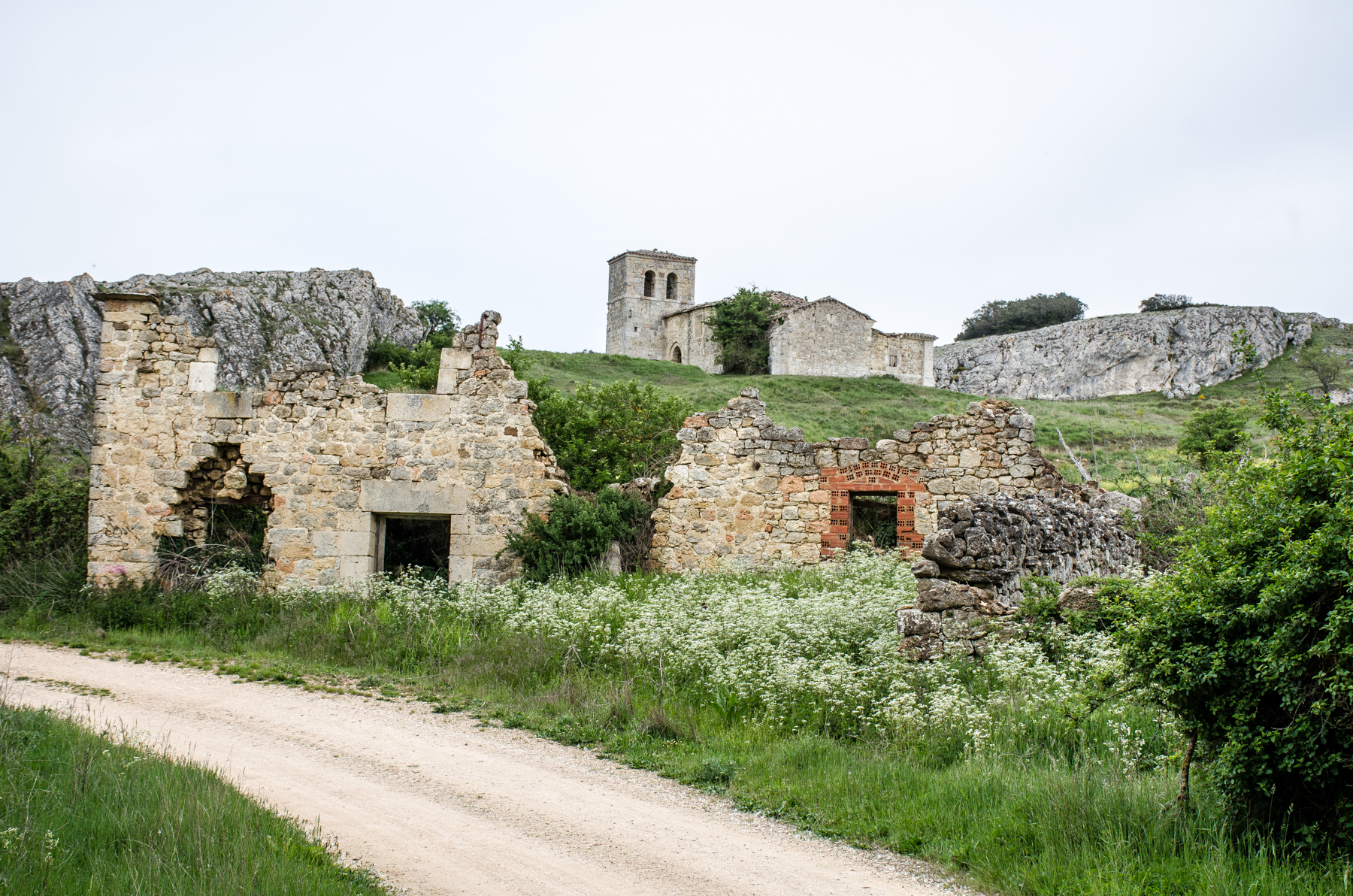
Ruinas e iglesia
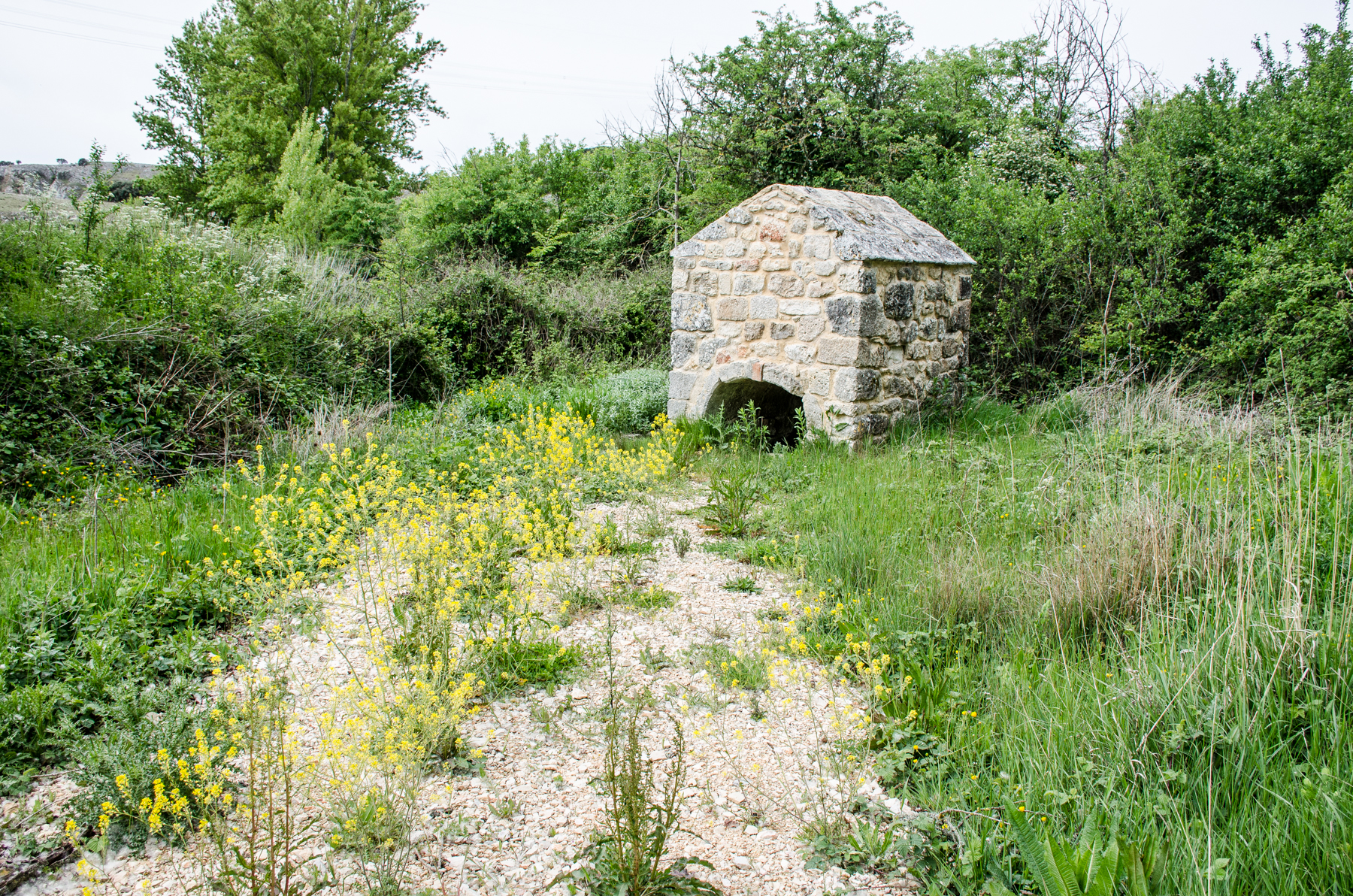
Fuente abovedada
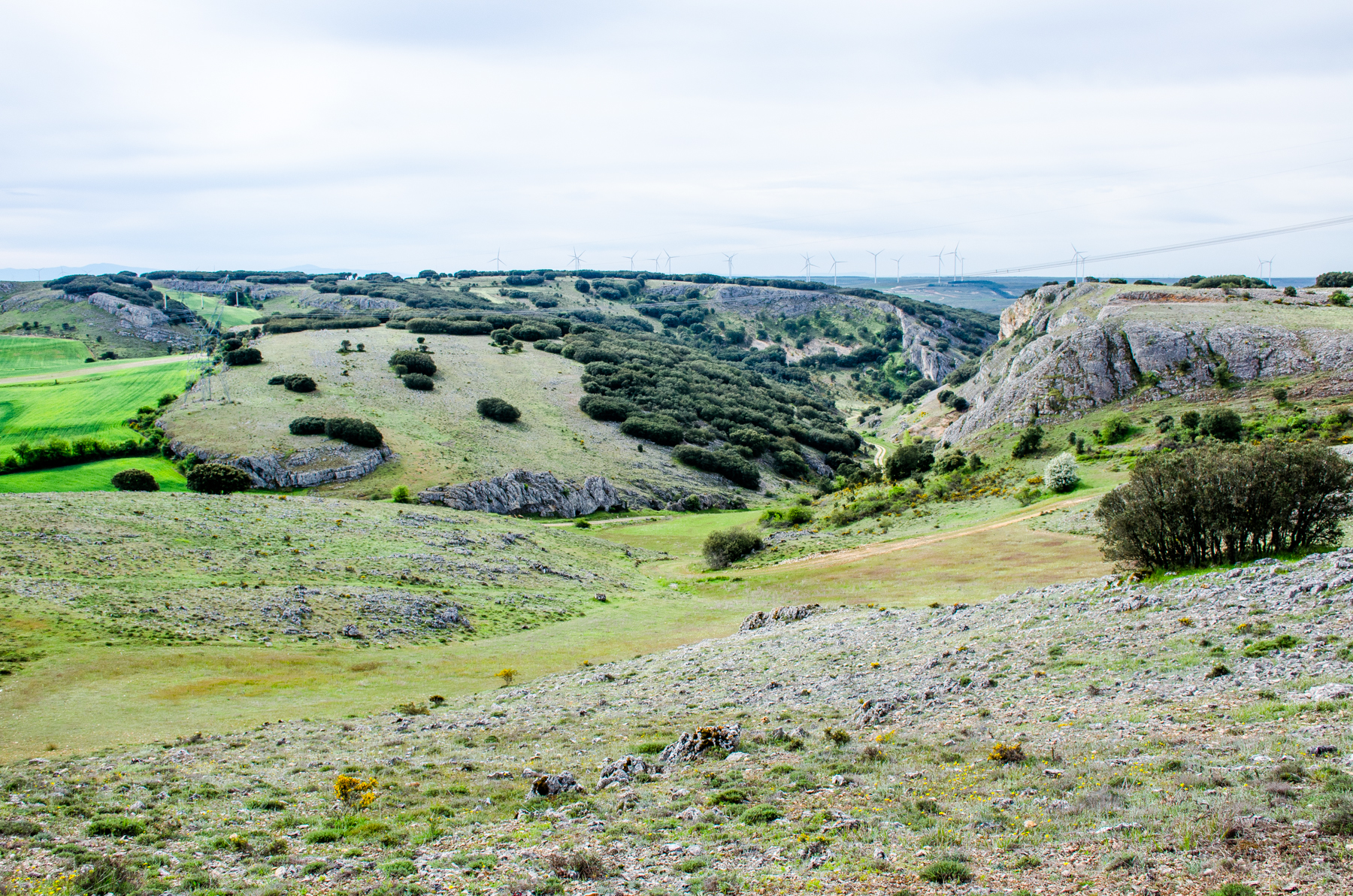
Entorno

## Ocio
Ruta BTT Las LorasSeñalizada, con un recorrido de 39,8 km y un desnivel de 460 m.
Desfiladero del Butrón
Paraje de gran interés paisajístico y natural. Un camino vecinal lo transita permitiendo su fácil visita.
Fiesta patronal
La fiesta del pueblo se celebraba en Las Mercedes, el 24 de septiembre.

## Icedo en la literatura
- Elías Rubio Marcos, "Burgos. Los pueblos del Silencio" , Burgos, 2000, ISBN 84-923878-0-7